# 呂夷簡
呂夷簡（979年—1044年），字坦夫。寿州（宋时辖区在今安徽省境）人。北宋政治人物，进士出身。呂龜祥（呂蒙正父呂龜圖之弟）之孫。曾任宰相兼樞密使事。子呂公著曾任尚书省仆射，兼中书省侍郎。

## 生平簡介
咸平三年（1000年）中進士。曾繼晏殊出任西溪（今江蘇東台）鹽官。在西溪時，是愛民的好地方官，當時西溪人家都種植牡丹花，夷簡也好此道，遠近傳為美談。
宋真宗駕崩後，宰相丁謂與宦官雷允恭互相勾結，企圖利用劉太后當政的時機專制朝廷，呂夷簡與魯宗道被劉太后任命調查雷允恭擅自遷移真宗山陵位置一事，調查屬實後，劉太后誅殺雷允恭，呂夷簡為劉太后與丁謂雷允恭的權力鬥爭立下功勞，出任給事中參知政事。
仁宗天聖七年（1029年），夷簡拜相，主持中書省達二十年，是宋朝開國以來最長久的宰輔，史傳對其評價不錯：“自仁宗初立，太后臨朝十餘年，天下晏然，夷簡之力為多”，史稱“夷簡當國柄最久，雖數為言者低，帝眷倚不衰”。王夫之評說，“大臣進位宰執，而條列時政以陳言，自呂夷簡始”。
明道二年（1033年）二月，宋仁宗生母李宸妃病逝，劉太后本想以宮人禮將之下葬，甚至鑿宮城垣出喪而非從宮門出喪，呂夷簡進宮力爭要給應有的禮儀給與李妃，劉太后因而不悅，在送仁宗回內殿後獨自出來，問呂夷簡「卿家為甚麼要離間我們母子二人呢？」呂夷簡回答道:「太后他日難道不想保全劉氏一族嗎？」甚至警告內侍「宸妃誕下了聖上，但她的喪葬卻沒有完備的禮儀，將來一定會有人因此獲皇上降罪，到時就不要說呂夷簡今天沒有事先說過了。」成功爭取劉太后讓步，以一品禮儀給李妃在皇儀殿治喪，使人給李妃穿上皇太后冠服，呂夷簡又建議用水銀封存棺柩，並且通過皇宮的西華門出喪，才避免在宋仁宗知道真相後對劉家報復。
夷簡政治上偏於保守，因附和仁宗罷黜皇后郭清悟，遭到攻訐，所謂“夷簡之罪，莫大於贊成廢后”。對西夏用兵，增加歲幣，支出大增。當時北宋階級矛盾和民族矛盾激化，要求改革之聲浪不絕於耳，呂夷簡指責宋祁、范仲淹這些不滿統治現狀的人是「朋黨」，對他們加以打擊排斥。歐陽修批評呂夷簡 “二十年間壞了天下。其在位之日，專奪國權，脅制中外，人皆畏之”。
慶曆二年（1042年），呂夷簡中風，宋仁宗授司空平章軍國重事，固辭，三年（1043年），授司徒、監修國史，與議軍國大事，九月，以太尉致仕，翌年病逝，贈太師、中書令，諡文靖。
而宋仁宗決意改革，慶曆三年八月任命范仲淹為參知政事，推行“慶曆新政”。呂夷簡罷官之日，國子監直講石介“大喜”，有詩曰：“眾賢之進，如茅斯拔；大奸之去，如距斯脫。”

## 家族
- 祖父：吕龟祥（赠太师、尚书令、兼中书令、祁国公）
- 祖母：李□（追封越国太夫人）
- 父亲：吕蒙亨（赠太师、尚书令、兼中书令、魏国公）
- 母亲：王□（追封荣国太夫人）
- 妻子：马□（秦国夫人，追封齐国太夫人，太子少保马亮之女）
- 长子：吕公绰，儿媳：□氏
- 次子：吕公弼，儿媳：□氏
- 三子：吕公著，儿媳：鲁□（鲁宗道之女）
- 四子：吕公孺，儿媳：□氏
- 五子：吕公餗，儿媳：□氏
- 长女：吕□，女婿：王雍（王旦之子）

## 延伸阅读
[在维基数据编辑]
 《宋史/卷311》，出自脱脱《宋史》

### 引用
1. 1 2  《宋論》卷4
2. ↑  《宋史紀事本末·明肅莊懿之事》。
3. ↑  李燾《續通鑒長編》稱：“時契丹實惜盟好，特為虛聲以動中國，呂夷簡等乃許與過厚，遂為無窮之害。”
4. ↑  梁啟超《王安石傳》：“宋朋黨之禍，雖極於元佑、紹聖以後，而實濫觴于仁、英二朝。其開之者，則仁宗時范、呂之爭”